# Psychotria molleri
Psychotria molleri är en måreväxtart som beskrevs av Karl Moritz Schumann. Psychotria molleri ingår i släktet Psychotria och familjen måreväxter. Inga underarter finns listade i Catalogue of Life.